# Trond Trondsen
Trond Håkon Trondsen (8 april 1994) is een Noors wielrenner die anno 2019 rijdt voor Team Coop.

## Overwinningen
2016
Ringerike GP
2018
Scandinavian Race Uppsala
2019
6e etappe Ronde van Normandië
Sundvolden Grand Prix
1e etappe Tour de l'Eure et Loire
2020
Gylne Gutuer

## Ploegen
- 2013 –  Frøy-Bianchi (vanaf 25-7)
- 2014 –  Frøy-Bianchi
- 2015 –  Team Sparebanken Sør
- 2016 –  Team Sparebanken Sør
- 2017 –  Team Sparebanken Sør
- 2018 –  Team Coop
- 2019 –  Team Coop

Aalrust · Aasvold · Bekken · Bendixen · Blikra · Hagen · Höög · Kjemhus · Ludvigsson · Lukkedahl · Trondsen · Tunset